# Paranepanthia grandis
Paranepanthia grandis is een zeester uit de familie Asterinidae.
De wetenschappelijke naam van de soort werd in 1928 gepubliceerd door Hubert Lyman Clark.

## Synoniemen
- Asterinopsis praetermissa Livingstone, 1933